# Alyogyne hakeifolia
Alyogyne hakeifolia là một loài thực vật có hoa trong họ Cẩm quỳ. Loài này được (Giord.) Alef. mô tả khoa học đầu tiên năm 1863.